# Economía energética (metabolismo social)

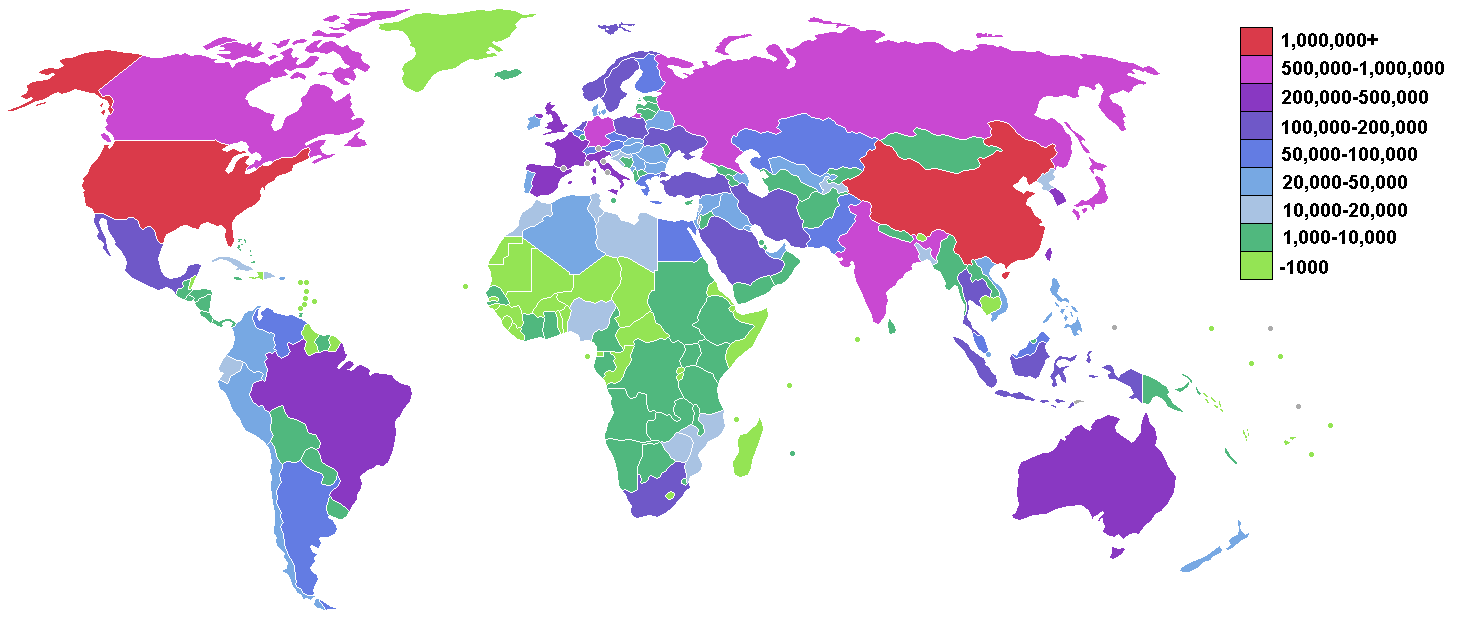
Consumo de electricidad por países

La economía energética (como metabolismo social) es una subclase de la economía que se centra en sus relaciones con la energía como base de todas las demás relaciones. Es una subclase de la economía ecológica en cuanto asume que la cadena alimentaria en la ecología tiene una analogía directa a la cadena de suministro de energía para las actividades humanas.
Buckminster Fuller, en su obra "Cosmic Costing", fue un impulsor inicial de la economía energética. Teóricos modernos de la economía energética son a menudo postuladores de la teoría de la complejidad, como por ejemplo Joseph A. Tainter.
La economía energética fue considerada por algunos una rama de los movimientos de la ecología profunda —compartiendo la opinión de que la humanidad puede sufrir su desaparición cuando las fuentes de energía se agoten. Y consideran que esto no tiene alternativa. En consecuencia, el principio fundamental de la economía energética es la conservación de la energía.

### Ecología industrial
Sin relación con la tendencia política, los economistas de la energía, se encuentran a menudo implicados en redefinir la economía política según las líneas de la ecología y de la termodinámica y normalmente buscan la reforma monetaria para reflejar las realidades de la ineficiencia energética y del derroche en las actividades industrializadas. La idea de una ecología industrial ha surgido en parte de estos esfuerzos. Ver Capitalismo natural para un marco popular que incorpora estos principios.

#### Nociones evolutiva de economía energética
Un argumento central en economía energética es su relación con la complejidad- En la naturaleza, la vida es negentrópica, significando que no sólo contraria a la entropía que con el tiempo desordena cualquier sistema dado, sino que se despoja con energía caliente que desordena. Su organización interna debe alcanzar siempre mayor eficiencia, mediante la evolución, a fin de sobrevivir en más entornos, con menos comida, y siendo menos atractiva para sus depredadores que no buscan una comida de un hueso duro de roer si no de uno jugoso. La evolución puede considerarse como una búsqueda de formas más eficientes de energía, como solución del problema...
"Descubrir tales innovaciones requiere energía, que subraya las tensiones en la relación energía-complejidad". [2]
La pérdida de energía por esta forma de resolver el problema basada en la prueba-y-error, en la naturaleza, es enorme – las especies surgen, se mueven a ciegas, destruyen ecosistemas enteros, se extinguen, y son sustituidos –: millones de años de esto puede conducir a pocas o ninguna mejora en la eficiencia energética de una forma de vida. Además, incluso aunque formas muy eficientes pudieran evolucionar en un entorno específico que a su vez cambia, seleccionando, digamos, aquellas formas que invierten menos en defensa, las haría presas más fáciles de sus depredadores. 
Tainter hace notar, sin embargo, que todavía no son conocidos los costes energéticos de encontrar y extraer la energía misma.